# 元興 (定安國)
元興（976年—？）是定安国乌元明的年号，至少使用了6年。
宋朝太平興國六年（981年），定安國王烏玄明利用女真使者訪宋之際向宋太宗獻表，其表末題云「元興六年十月日」。元興年號使用到何時不明，僅得知端拱二年（989年）定安國王子烏大元委託女真使者向宋朝進獻禮品，淳化二年（991年）委託女真使者向宋朝上表，至宋朝天禧二年（1018年），定安國已經被遼朝給滅亡了。

## 紀年對照表
| 元興 | 元年  | 二年  | 三年  | 四年  | 五年  | 六年  |
| ---- | ----- | ----- | ----- | ----- | ----- | ----- |
| 公元 | 976年 | 977年 | 978年 | 979年 | 980年 | 981年 |
| 干支 | 丙子  | 丁丑  | 戊寅  | 己卯  | 庚辰  | 辛巳  |

## 同期存在的其他政权年号
- 中國
  - 廣運（974年－979年）：北漢—劉繼元之年號
  - 开宝（968年－976年）：北宋—宋太祖趙匡胤之年號
  - 太平興國（976年－984年）：北宋—宋太宗趙匡義之年號
  - 保寧（969年－979年）：遼—遼景宗耶律賢之年號
  - 乾亨（979年－983年）：遼—遼景宗耶律賢之年號
  - 明政（969年－985年）：大理國—段素順之年號
  - 天尊（967年－977年）：于闐—尉遲蘇拉之年號
  - 中興（978年－985年）：于闐—尉遲達磨之年號
- 越南
  - 太平（970年－980年）：丁朝—丁部領、丁璿之年號
  - 天福（980年－988年）：前黎朝—黎桓之年號
- 日本
  - 天延（974年－976年）：圓融天皇之年号
  - 貞元（976年－978年）：圓融天皇之年号
  - 天元（978年－983年）：圓融天皇之年号

## 深入閱讀
- 李崇智. . 北京: 中華書局. 2004年12月. ISBN 7101025129.
- 鄧洪波. . 臺北: 國立臺灣大學東亞經典與文化研究計劃. 2005年3月  [2021-11-28]. ISBN 9789860005189. （原始内容 (pdf)存档于2007-08-25）.